# Croton indivisus
Espèce
Classification APG III (2009)
Croton indivisus est une espèce de plantes à fleurs du genre Croton et de la famille des Euphorbiaceae présente au Brésil (Rio de Janeiro).
Il a pour synonyme :
- Oxydectes indivisa (Vell.) Kuntze